# Babaçulândia
Babaçulândia é um município do interior do estado do Tocantins, região Norte do Brasil, localizado na região geográfica intermediária de Araguaína e na região imediata de Araguaína, a uma distância de 435 km da capital, Palmas.
Segundo o Censo 2022, a população é constituída de 7 880 pessoas, sendo 36º mais populoso do estado e o 3 433º mais populoso do Brasil. A estimativa populacional para 2024 foi de 7 779 pessoas.
Os principais setores econômicos do município são o de serviços e a agropecuária. O PIB em 2021 foi de R$ 158 741 mil e o PIB per capita no mesmo ano foi calculado em R$ 14 880 – o 120º maior do estado e o 3 805º maior do Brasil.

## História
O início da história do município de Babaçulândia remonta à primeira metade do século XIX. A região passou a ser ocupada pela expansão da atividade agropecuária a partir de Pastos Bons. Um dos pioneiros teria sido o fazendeiro Aureliano Euzébio da Silva Virgulino, falecido em 1866.
O surgimento do centro urbano aconteceu 1926, às margens do rio Tocantins, após a abertura de um pequeno estabelecimento comercial por Henrique de Figueiredo Brito. O local, com abundante quantidade de palmeiras de coco babaçu, começou a ser chamado de Nova Aurora do Coco, e ficava inserido no território do município de Boa Vista do Tocantins (atual Tocantinópolis).
Ainda nos tempos de vida de Henrique Brito, o agrupamento urbano recebeu missionários orionitas, que passaram a ser vistos com admiração pela comunidade. Além dos católicos, grupos de protestantes batistas também estavam fixados no povoado.
Em 1933, o povoado foi elevado à categoria de distrito, como um novo topônimo: Babassulândia, ou "terra do coco". A principal atividade econômica consistia no extrativismo e processamento do coco babaçu, utilizando-se processos rudimentares.
Outra atividade que ganhou mercado na época foi a de fibra de malva, também nativa da região, utilizada na confecção de sacarias. Os produtos, tanto os derivados de malva como de coco babaçu, eram vendidos para o mercado do Pará. O povoado logo passou a figurar como importante polo agroextrativista, com influência comercial estendendo-se para todas as regiões do entorno.
A emancipação aconteceu no dia 23 de junho de 1953. A grafia do município passou a ser Babaçulândia. A instalação aconteceu em 1º de janeiro de 1954.

## Geografia
Babaçulândia é um município do interior do estado do Tocantins, região Norte do Brasil, com sede localizada nas coordenadas 7° 12' 6" S 47° 45' 31" O, na região geográfica intermediária de Araguaína e na região imediata de Araguaína.
Na divisão de planejamento do estado, situa-se na região Norte, macrorregião Norte, a uma distância de 435 km da capital, Palmas. Limita-se com os municípios tocantinenses de Darcinópolis, Wanderlândia, Araguaína e Filadélfia, bem como com o estado do Maranhão a leste. O bioma predominante é o cerrado.

### Território
O território de Babaçulândia ocupa uma área de 1 790 km², com 1,79 km² urbanizados. É o 51 maior município do Tocantins e o 834º maior do país em extensão territorial. A sede fica a uma altitude média de 178 metros.

### População
A população de Babaçulândia é de 7 880 pessoas, segundo o o Censo 2022, o que posiciona o município como o 36º mais populoso do estado e o 3 433º mais populoso do Brasil. A estimativa populacional para 2024 foi de 7 779 pessoas.
A densidade demográfica em 2022 foi calculada em 4,4 habitantes por quilômetro quadrado, o que faz com que o município seja o 58º mais povoado do Tocantins e o 5 004º do Brasil.

## Política e administração
A estrutura administrativa de Babaçulândia, assim como a dos demais municípios brasileiros, é definida pela Constituição de 1988, composta pelo poder executivo, chefiado pelo prefeito; e pelo poder legislativo, exercido pela Câmara Municipal, representada pelos vereadores. Todos os representantes são eleitos pelo povo para mandato de quatro anos, mediante pleito direto e simultâneo realizado em todo o país.

### Poder Executivo
O Poder Executivo é responsável pela administração direta do município, implementação de políticas públicas, execução do orçamento e prestação de serviços essenciais à comunidade. Essas competências são exercidas desde 1.º de janeiro de 2025 pelo prefeito Ismael Ferreira de Brito, do Republicanos, eleito para administrar o município até 31 de dezembro de 2028. A vice-prefeita é Cleuma Batista Guimarães (Maninha), do MDB.

### Poder Legislativo
O Poder Legislativo tem a função de elaborar leis municipais, fiscalizar as ações do Executivo, aprovar o orçamento e representar os interesses da sociedade. Em Babaçulândia, as responsabilidades são delegadas a nove vereadores, sob a presidência de Thiago Dias Xavier Costa, do Republicanos.

## Economia
Os principais setores econômicos do município são o de serviços e a agropecuária. O PIB de Babaçulândia em 2021 foi de R$ 158 741 mil e o PIB per capita no mesmo ano foi calculado em R$ 14 880 – o 120º maior do estado e o 3 805º maior do Brasil.
Em 2022, o salário médio mensal foi de 1,7 salários mínimos e a proporção de pessoas ocupadas (776 trabalhadores) em relação à população total era de 9,85% (o 114º melhor índice no Tocantins e o 4 405º no país). Considerando domicílios com rendimentos mensais de até meio salário mínimo por pessoa, Babaçulândia tinha 47,5% da população nessas condições (o 41º maior do estado e o 1 806º do Brasil).
O Índice de Desenvolvimento Humano (IDH) de Babaçulândia é 0,642, conforme apurado em 2010 pelo Programa das Nações Unidas para o Desenvolvimento (PNUD).

### Agronegócio
Os principais produtos agrícolas do município são a mandioca, com produção de 7 000 toneladas em 2023, a soja (5 623 toneladas), a cana-de-açúcar (1 824 toneladas) e o milho (1 088 toneladas), conforme apurado pelo IBGE. Na pecuária, destacam-se os rebanhos de aves, com 301 960 cabeças e bovinos (93 266 cabeças) no mesmo ano.
Em 2023 também houve produção relevante de ovos de galinha (5,9 mil litros) e de 1 962 mil litros de leite de vaca.

## Educação
A rede pública de Babaçulândia em 2023 contabilizava 951 matrículas, 72 professores e sete escolas no ensino fundamental; e 313 matrículas, 34 professores e duas escola no ensino médio. Em 2010, o município apresentou uma taxa de escolarização de 98,62% (para pessoas de 6 a 14 de anos de idade), o que é considerado o 96º melhor desempenho entre os municípios tocantinenses e o 3 733º melhor no país.
Em 2023, os alunos dos anos iniciais do Ensino Fundamental da rede pública tiveram nota de 4,3 no Índice de Desenvolvimento da Educação Básica (Ideb) – a 114ª melhor nota entre os municípios do estado e o 5 114º melhor desempenho entre as cidades brasileiras. Para os alunos dos anos finais, a nota foi de 4,0 no mesmo indicador – a 110ª maior nota do Tocantins e o 4 448º melhor desempenho entre os municípios do Brasil.

## Turismo
Localizado às margens do rio Tocantins, Babaçulândia tem como principais atrativos turísticos naturais a Cachoeira do Degrau, formada por duas quedas d'água sequenciais, uma com 100 e outra com 50 metros de altura; a Cachoeira do Jenipapo, com uma série de cinco quedas com até 10 metros cada; e a Cachoeira Santa Bárbara, localizada em um lugar bastante preservado. Em todos os locais é possível praticar trilhas e banhos.
O roteiro cultural inclui o Artesanato Arte da Terra e a Feira de Arte e Cultura.